# Shacsha (montaña)
Shacsha, Shaqsha, (posiblemente del Quechua ancashino para Cascabel / un baile típico de la región de Ancash), Huantsán Chico o Huanchan es una montaña en la Cordillera Blanca en los Andes del Perú, de aproximadamente 5,703 metros (18,711 pies) de altura, (otras fuentes citan una altura de 5,632 metros (18,478 pies)). Está situado en la región de Ancash, provincia de Huaraz, distrito de Olleros. Shacsha se encuentra al suroeste de Huantsán, al oeste de Uruashraju y al sureste de la ciudad de Huaraz.
Un pequeño lago cercano al oeste también se llama Shacsha o Shacshacocha.

## Recomendaciones
- Tener en cuenta que cuando se escala una montaña glaciar se deben llevar anteojos para nieve.
- Llevar zapatos especiales para escalar.
- Priorizar el abrigo.
- Conocer la ruta de acceso.